# Tonicalización

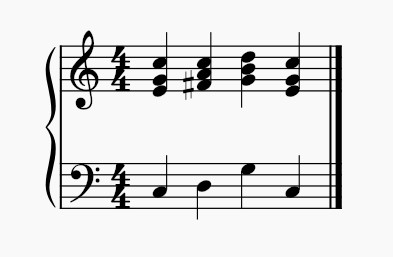
Tonicalización del acorde de sol mayor, en la tonalidad de do mayor: se le antepone el acorde de re mayor, que es el dominante de sol mayor.centro|sinmarco

Dentro de una composición de música tonal, la tonicización o tonicalización (del inglés "tonicalization" ) es el tratamiento de un grado diferente a la tónica, como una tónica temporal. Esto significa que dicho grado hace las veces de tónica por un periodo de tiempo. 
Una pieza de música tonal tiene, como su nombre lo indica, una determinada tonalidad. Esta tonalidad está determinada por el primer grado (I), o acorde de tónica. Dentro de la tonalidad, también se encuentra el acorde dominante (V), que el oyente considera que resuelve a la tónica (I), y que actúa como la contraposición - o eje gravitatorio opuesto - de esta. Por ejemplo: en la tonalidad de Do mayor, la tónica (I) es el acorde de Do mayor, y el acorde dominante (V), es Sol mayor, que resuelve a Do mayor (I). La sucesión dominante-tónica determina así la tonalidad de una manera contundente, debido al salto entre las notas fundamentales de los acordes (sol-do) y la resolución de las notas que lo componen.
Ahora bien: cada grado de la escala tiene una tendencia a alcanzar el valor de tónica (I) para sí mismo. Si el compositor cede al impulso de un determinado grado de la escala de tomar el papel de tónica, está haciendo una tonicalización, y ese acorde se conoce como acorde tonicalizado . La tonicalización se logra anteponiéndole a dicho acorde el respectivo acorde dominante, o de séptima dominante, que resuelve a él.   
Por ejemplo: para tonicalizar el acorde de Sol mayor, se le puede anteponer el acorde de Re mayor séptima, que es su séptima dominante. Estos acordes que son dominantes o séptimas dominantes del acorde tonicalizado, se conocen como dominantes secundarias.

## Dominantes secundarias
Los acordes aptos para ser acordes de tónica temporalmente son aquellos que parten de una tríada mayor o menor. Esto significa que las tríadas aumentadas y disminuidas no pueden funcionar como tónicas, con lo cual no pueden ser tonicizadas.
Los grados susceptibles de ser tonicizados son:
- En una tonalidad mayor: II, III, IV, V y VI.

- En una tonalidad menor: bIII, IV, V, bVI y bVII.

En consecuencia, para generar esa relación dominante-tónica, podrá considerarse a cualquiera de esos grados secundarios como tónica momentánea, anteponiéndole su propio acorde de dominante. A este acorde se le llama dominante secundario.

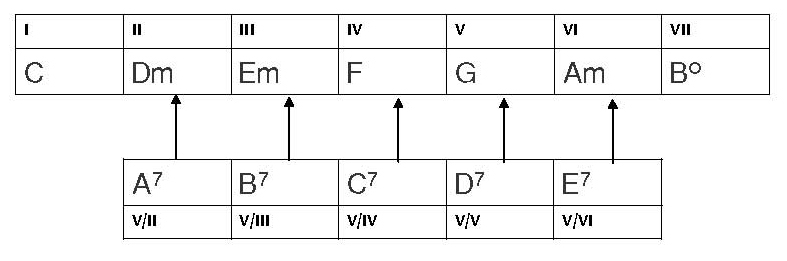
En la parte superior, los grados de una tonalidad mayor. En la parte inferior, los acordes que pueden tonicalizar dichos grados.

## Procedimiento
Es posible que el origen de este procedimiento tenga que ver con la ampliación del proceso cadencial. Por ejemplo, ya en el siglo XVII se podía ver la alteración cromática de una melodía, para enfatizar un grado secundario de la escala. De esa manera, armonizar ese pasaje melódico daría como resultado considerar ese si natural como parte de un Sol Mayor, que es el dominante secundario de Do.

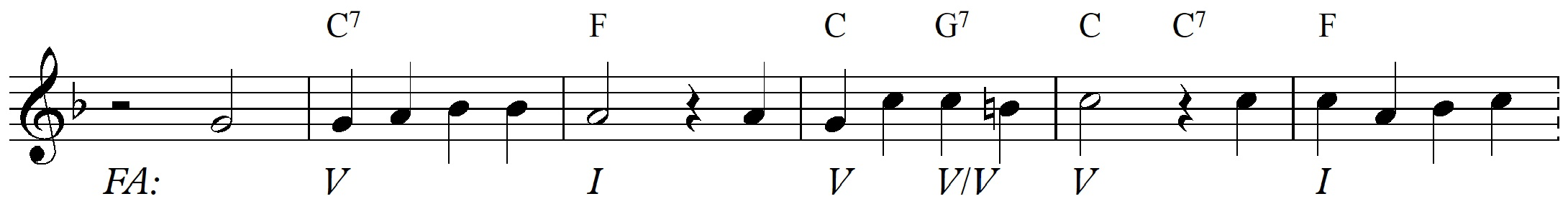
O Gott, Du Frommer Gott (1670)

Pero los dominantes secundarios no solamente tienen valor funcional, sino que también son un recurso importante de color armónico. Los compositores del siglo XVIII y XIX se interesaron en las ventajas expresivas de las nuevas notas que se podían incluir de forma lógica en la tonalidad. El vocabulario armónico se enriqueció en gran medida por la introducción de estos acordes.

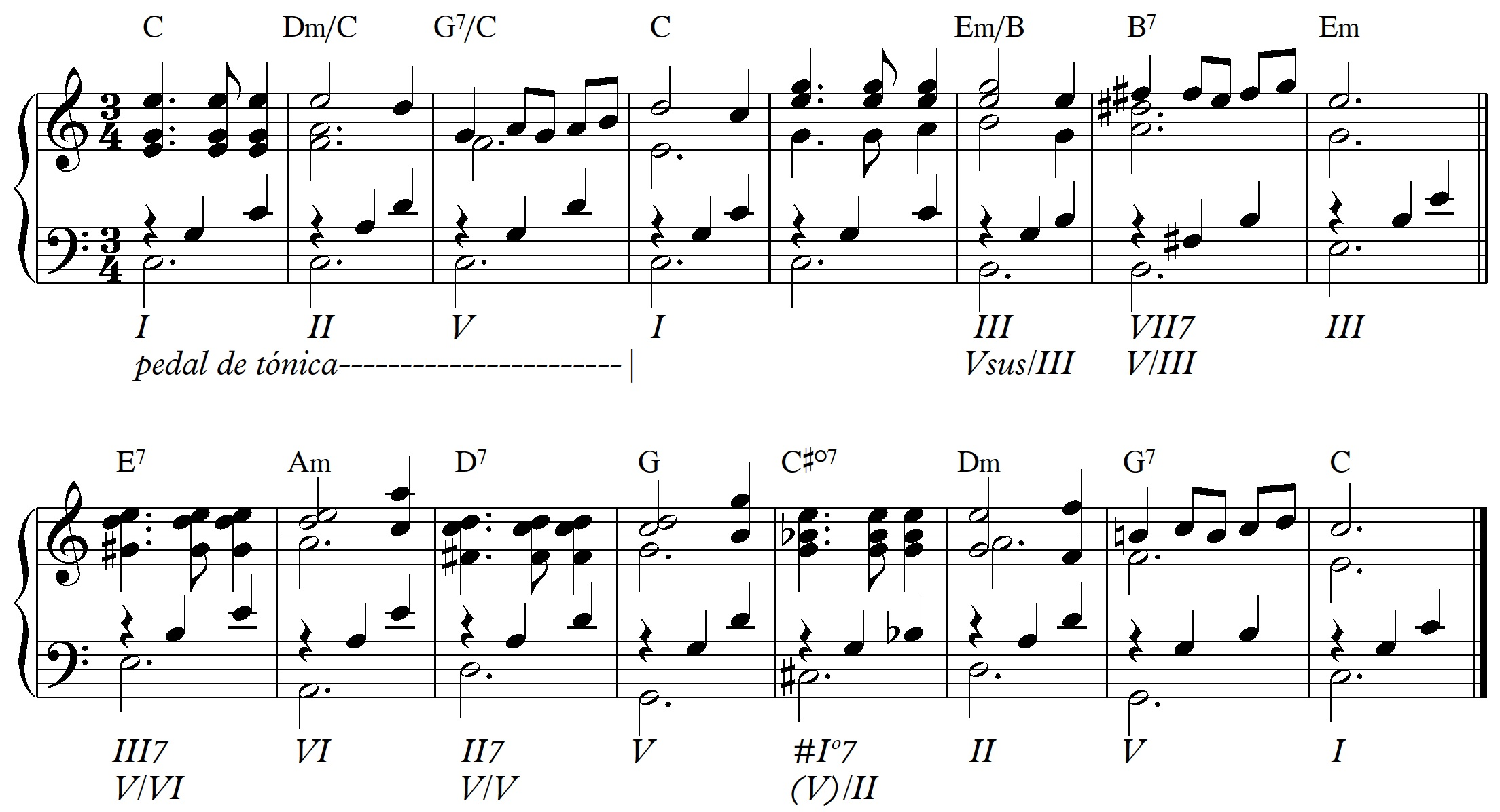
Schubert, Vals, op 18 - II (original en SI mayor)

Todas las formas y variaciones en las que parecen los dominantes principal, así como los principios de resolución de la cadencia V-I, pueden aparecer y emplear también en los dominantes secundarios y en todas sus aplicaciones.

## Cromatismo
La tonicalización se puede producir por una alteración cromática de las voces de un acorde diatónico. Esto es, una nota elevada cromáticamente que tiende a resolver de forma ascendente.

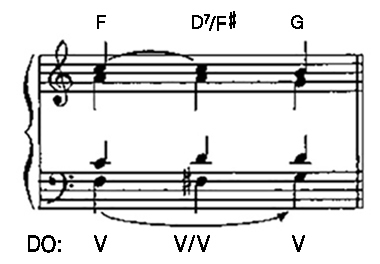
Tonización a través de cromatismo ascendente

O por el contrario, una nota rebajada en forma cromática que resuelve de forma descendente.

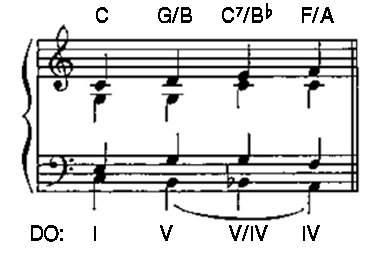
Tonización a través de cromatismo descendente

Cada alteración cromática de la escala tiene su origen en la sensibilización de un grado, dando como origen a la posible interpretación de estas notas como parte del dominante secundario.

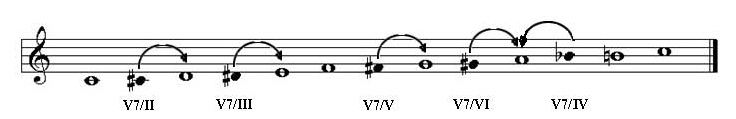
Notas introducidas comáticamente, a efectos de Tonicizar cada grado de la escala mayor.

Pero no hay que confundir estos casos con los cromatismos que se producen como una mera ornamentación, ya sea como notas de paso o auxiliares, o directamente como acorde de paso, pero sin función tonal dominante.

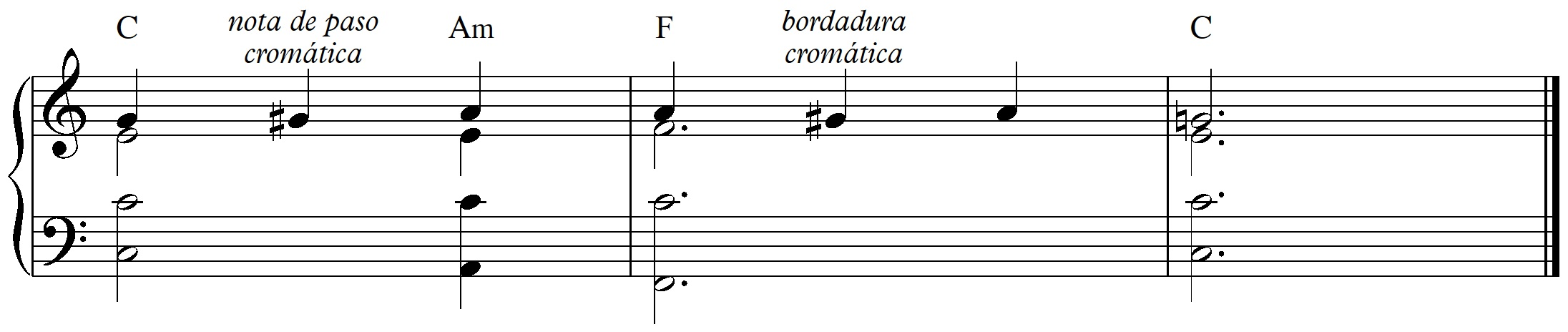
Notas cromáticas

## Uso
La forma más sencilla y natural de introducir un dominante secundario es hacer que proceda de un acorde que se puede interpretar como parte de la tonalidad secundaria o región. Esta dualidad de significado tonal facilita el enlace entre de los acordes y garantiza la lógica progresión armónica.

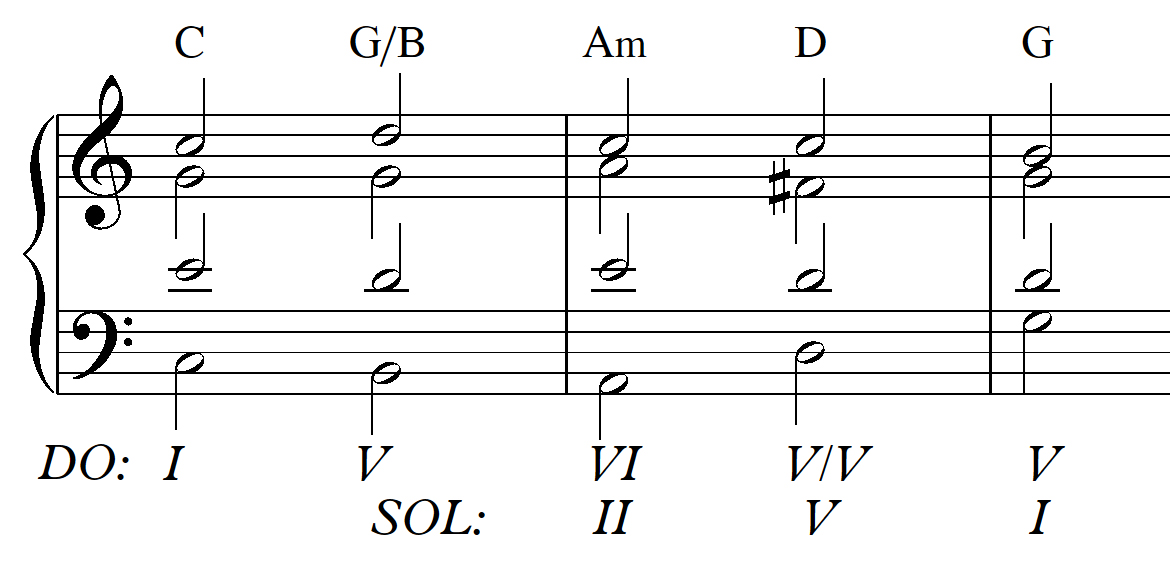
Ejemplo de preparación de dominantes secundarios

## Modulación
Cuando el paso por esa región o énfasis en el grado secundario, se establece y permanece en el tiempo, se puede considerar realmente una modulación, ya que para que sea considerada un dominante secundario, el paso debe ser casual y no establecerse firmemente. De todas maneras, cada caso de estos deberá ser analizado en su contexto.

## Segundos relacionados
Cada dominante puede ser antecedido por un segundo relacionado que generará una cadencia completa. Esto crea un sonido análogo al que se tiene resolviendo al primer grado, pero a los otros grados. Esta es una posibilidad tanto para los dominantes secundarios como para los sustitutos tritonales, de esta manera tendremos una paleta más amplia y la posibilidad de generar mayor fuerza de resolución hacia un acorde que se necesite resaltar. Es importante no perder de vista que, cuantos más acordes agreguemos, más clara tiene que ser la resolución a la tónica (I grado). En el caso contrario, se perdería el centro tonal.
Estos segundos son acordes m7 o m7(b5) que se encuentran a una quinta justa ascendente de distancia. Como veremos a continuación, estos acordes pueden ser diatónicos o no. En el caso de que sean diatónicos, se analizan con el grado de la escala; en el caso de que no lo sean, se analizan solo con el corchete.

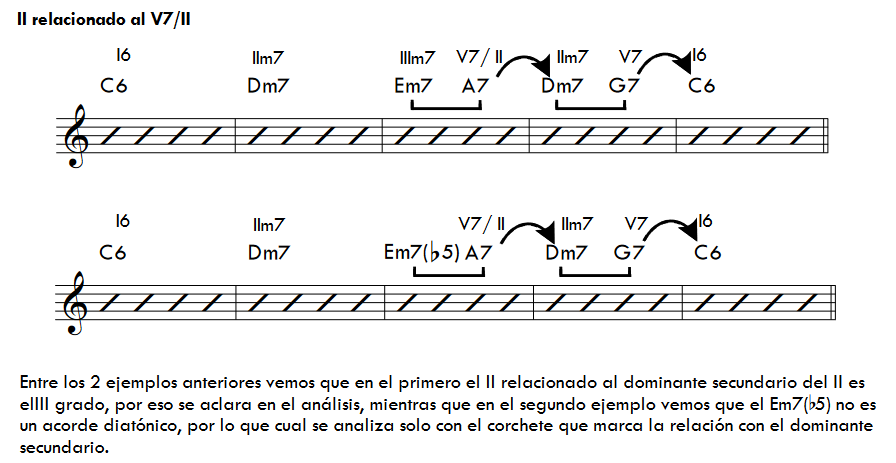
Análisis de segundos relacionados.